# Rhodactis bryoides
Rhodactis bryoides är en korallart som beskrevs av Alfred Cort Haddon och Shackleton 1893. Rhodactis bryoides ingår i släktet Rhodactis och familjen Corallimorphidae. Inga underarter finns listade i Catalogue of Life.